# Щаблі життя
Щаблі життя — третя п'єса Володимира Винниченка, написана в 1907 році. Вона викликала широку полеміку серед літературних кіл й започаткувала несприйняття другого етапу робіт Винниченка. У п'єсі виведено образ Мирона Антоновича, який потім фігурувати в романі «Чесність з собою», який написаний її як продовження.

## Видання
- Винниченко В. Щаблі життя: Пієса на 4 розд. // Дзвін: Збірник. К., 1907. — С. 9—155.
- Винниченко В. Твори. Т. 9 : Драматичні твори [Архівовано 7 листопада 2021 у Wayback Machine.] — Київ: Рух, 1929. — С. 99—192.